# Eintracht Norderstedt
Maillots
Actualités
Le Fußballclub Eintracht Norderstedt von 2003 e. V. (souvent abrégé en Eintracht Norderstedt ou EN) est un club allemand de football basé dans la ville schleswigoise-holsteinoise de Norderstedt. Le club est fondé en 2003 à la suite de la dissolution de la section football du 1. SC Norderstedt. Le club est entièrement consacré au football, les autres sports se trouvent au sein du 1. SC Norderstedt susnommé.
L'EN joue ses matchs à domicile à l'Edmund-Plambeck-Stadion (en), où évolue également la réserve du FC St. Pauli. Bien que la ville ne se trouve dans le Land du Schleswig-Holstein, l'Eintracht Norderstedt est affilié à la HFV, et évolue en Regionalliga Nord depuis 2013. Le club est ainsi l'un des clubs les plus forts de la fédération, après le FC St. Pauli et le Hambourg SV.

## Histoire

### SV Eintracht Garstedt

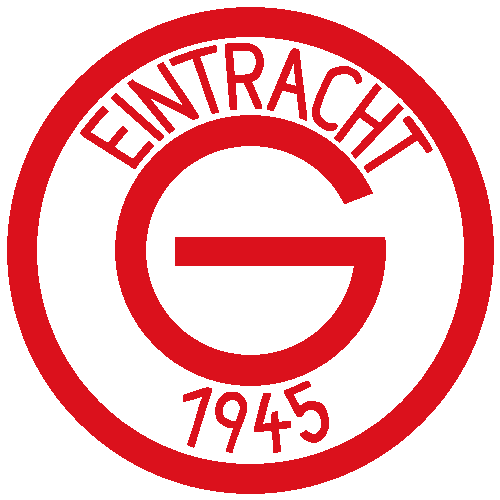
Logo de l'Eintracht Garstedt

Le 1er novembre 1945, le SV Eintracht Garstedt est fondé dans le village de Garstedt, alors en plein essor (la ville de Norderstedt n'existait alors pas encore). Au début, le club de la banlieue de Hambourg évolue dans les ligues inférieures de la HFV, avant d'obtenir sa promotion en 3e division en 1947, grâce notamment au soutien de joueurs de Bönningstedt-Rugenbergen. Le club finit sa première saison en 1. Klasse Hansa (qui deviendra plus tard la Bezirksklasse) à une honorable 8e place, et change de groupe, passant dans le groupe Hammonia. À la reprise des activités du SV Rugenbergen (en), les joueurs de Bönningstedt-Rugenbergen retournent à leur ville natale. Un an plus tard, lors de la saison 1948-1949, affaibli par les nombreux départs, Garstedt est relégué dans la Kreisklasse nouvellement créée.
À partir de ce moment là, le club joue dans les ligues inférieures. Dix ans après sa relégation, au terme de la saison 1958-1959, le club est enfin promu dans la désormais nommée Verbandsliga. Pendant les trois premières saisons, le club obtient des résultats respectables (7e en 1962, soit le meilleur résultat du club), et même quand les circonstances se corsent lors de la saison 1962-1963, le club parvient à se maintenir. En raison de la création de la Bundesliga, la Verbandsliga était dorénavant la 4e division. L'Eintracht Garstedt parvient à se maintenir en 1964, mais le changement de groupe vers le groupe Germania lors de la saison 1964-1965 est un échec. Face à ses nouveaux adversaires, Garstedt est relégué de la 2e division la plus haute de la HFV pour la seconde fois. 
Le club fait son retour en 4e division (désormais nommée Amateurliga Hamburg) en 1971-1972. Il évite la relégation de justesse, finissant 12e. Mais c'est aussi la dernière saison du club sous le nom de SV Eintracht Garstedt : en effet, les villages de Harksheide, Friedrichsgabe, Glashütte et Garstedt fusionnent en 1970 pour fonder la ville de Norderstedt. Le 1. SC Norderstedt est fondé le 7 février 1970, initialement en tant que club de danse uniquement. Le 1er juillet 1972, le SV Eintracht Garstedt est intégré au 1. SC Norderstedt.

### 1. SC Norderstedt

Logo du 1. SC Norderstedt

Le SCN démarre ainsi en Amateurliga, où évoluait l'Eintracht Garstedt. Le premier président du club est Edmund Plambeck (de), qui donnera plus son nom au stade où évolue le club. Lors de sa première saison sous ce nom, le SC Norderstedt finit à nouveau 12e. Au cours des trois années suivantes, le 1. SCN manque de peu la promotion en Landesliga Hamburg, mais atteint finalement la 3e division au terme de la saison 1976-1977.
Le club ne reste dans la plus haute division hambourgeoise que deux ans, et sont relégués de la nouvellement renommée Verbandsliga au terme de la saison 1978-1979. De retour en 4e division, maintenant dénomée Landesliga, le club évolue dans le quatuor de tête jusqu'à obtenir de nouveau leur promotion en 1984. Cette fois, le club est couronné de succès : après le maintien à la 12e place lors de la saison 1985-1986, puis finit 2e derrière la réserve du Hambourg SV. Le club finit à nouveau vice-champion la saison suivante, et obtient pour la première fois de son histoire sa promotion en Oberliga Nord. En 1987-1988, le club joue pour la première fois face à des équipes de Brunswick, Brême ou Kiel. Il termine 15e du championnat, ce qui lui permet de s'y maintenir. Au cours des saisons suivantes, le club se rapproche inexorablement du haut du tableau, avec une 9e place en 1989, une 4e place en 1992. Lors de la saison 1992-1993 ils terminent dauphins du championnat derrière le VfL Herzlake (de). Le club dispute ainsi les barrages de promotion en 2. Bundesliga, et surprend par ses matchs nul 2-2 face au TSV 1860 Munich et au SSV Ulm 1846, 0-0 face aux Kickers Offenbach. Ils perdent cependant leurs autres rencontres face à ces trois clubs respectifs, et échouent donc à la promotion.
Dès la saison suivante, il semblait sûr que le club inaugurerait la Regionalliga Nord, mais le SC Norderstedt finit 15e et fait partie des deux seuls clubs de l'Oberliga Nord qui n'intègrerait pas la nouvelle Regionalliga, à un point du 14e. Le club finit 2e de la nouvelle Oberliga Nord – Hambourg/Schleswig-Holstein et obtient sa promotion pour la Regionalliga Nord 1995-1996.
Le club reste vers le bas du milieu de tableau, avec pour exception une 7e place en 1996-1997, et une survie sur le fil à la 16e place en 1997-1998. En effet, le club ne doit son salut qu'au retrait de la licence du VfL 93 Hambourg (en). Les plus grands succès du club à cette période sont les deux victoires en Hamburger Pokal face à la réserve du FC St. Pauli en 1995, et face à la réserve du Hambourg SV en 1999. Ils disputent ainsi le DFB-Pokal en 1995-1996 (défaite au 1er tour face au SG Wattenscheid 09) et 1999-2000 (défaite au 2e tour face au VfB Stuttgart après un 1er tour passé sans match).
Lors de la saison 1998-1999, le club termine à une respectable 12e place, et fait de même en saison 1999-2000. Cependant, en raison de la fusion de la Regionalliga Nord avec la Regionalliga Nord-Est et une partie de la Regionalliga Ouest/Sud-Ouest, le club est tout de même relégué en Oberliga Nord – Hambourg/Schleswig-Holstein. Malgré des résultats respectables lors des deux saisons suivantes (185 buts marqués pour une 4e place en 2000-2001 et une 3e place en 2001-2002), le club échoue à remonter. En 2002-2003, le comité exécutif du club décide de retirer l'équipe du championnat lors des préparatifs de la nouvelle saison, tandis que les autres équipes sont autorisées à jouer la saison normalement.
À la fin de la saison 2003, il est convenu de séparer la section football du club, et de la transférer vers un nouveau club, en raison d'un manque de ressources financières du 1. SC Norderstedt. Le FC Eintracht Norderstedt von 2003 e. V. est ainsi fondé, et récupère le stade et autres installations de football du 1. SCN. La réserve du SCN ayant terminé la saison 2002-2003 régulièrement, mais ayant été reléguée de Bezirksliga Nord (7e division) à la Kreisliga, l'Eintracht Norderstedt a pu reprendre sa place, mais débutera en Kreisliga Hamburg 7 (8e division).

### FC Eintracht Norderstedt 2003
L'Eintracht Norderstedt démarre ainsi en Kreisliga Hamburg 7 2003-2004, qu'il remporte aisément. Le premier entraîneur de l'équipe est Uli Schulz (de), qui entraînera le club jusqu'à la saison 2005-2006. La saison 2004-2005 en Bezirksliga Nord, le club remporte un second championnat de rang, et confime sa promotion lors de la 23e journée sur 30.

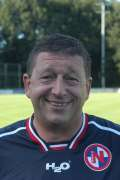
Ralf Schehr

En 2005-2006, le club évolue en Landesliga Hansa (6e division, et remporte le championnat à la différence de buts devant le SV Curslack-Neuengamme.
En Hamburg-Liga (5e division) le club change d'entraîneur, et opte pour Ralf Schehr (en). Il ne termine que 11e, étant en danger de relégation à la mi-saison. La saison 2007-2008, sous la direction de Marco Krausz ne commence pas mieux, mais se termine par une 3e place. Le club peine cependant à confirmer ce bon classement lors des années suivantes en Oberliga Hamburg (8e en 2008-2009, 10e en 2009-2010, 6e en 2010-2011). Cependant, en 2011-2012, sous l'entraîneur Andreas Prohn, arrivé la saison passée, le club réalise un début de saison impressionnant, et est 1er à la pause hivernale. Cependant, la deuxième moitié de saison est infructueux, et le club termine à nouveau 6e.
L'Eintracht ne termine que 4e du championnat en 2012-2013, mais peut tout de même disputer les barrages de promotion en Regionalliga Nord, le FC Elmshorn (de) ayant renoncé à sa licence, tandis que l'Altona 93 et le TSV Buchholz 08 (de) n'en ayant pas demandé. Le club y affronte le Lupo Martini Wolfsburg (de), le SV Eichede (de) et le Brinkumer SV (de), et s'assure la promotion en Regionalliga Nord 2013-2014, où ils terminent leur première saison à une respectable 10e place.

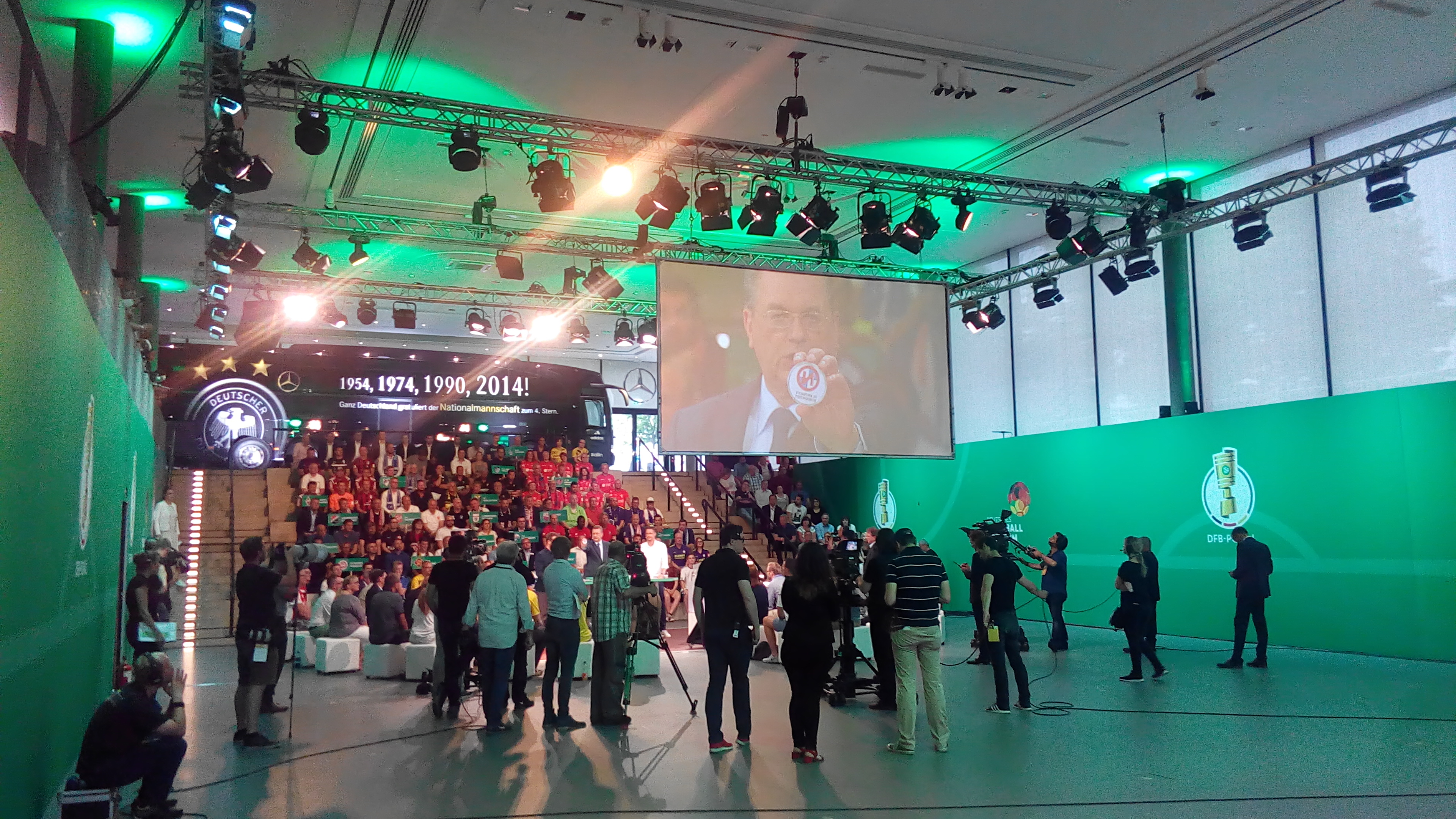
Tirage au sort du 1er tour du DFB-Pokal 2017-2018 : le président de la DFB Reinhard Grindel présente la balle de tirage de l'Eintracht Norderstedt

Au cours de la saison 2015-2016, l'Eintracht Norderstedt atteint la finale du Hamburger Pokal, et y défait l'Altona 93. Ils se qualifient ainsi pour le DFB-Pokal 2016-2017, et y sont éliminés par le SpVgg Greuther Fürth lors du 1er tour. Ils remportent à nouveau le Hamburger Pokal face au SV Halstenbek-Rellingen (de) en 2016-2017, et se qualifient à nouveau en DFB-Pokal. Ils y sont battus de justesse par le VfL Wolfsburg.
Le club échappe de peu à la relégation en 2018-2019, et se maintient à la dernière journée via une victoire 3-1 face au 1. FC Germania Egestorf/Langreder (de). Lors de la saison 2019-2020, le club remporte à nouveau le Hamburger Pokal face au TSV Sasel (de), après avoir été défait en finale par le TuS Dassendorf (de) lors de l'édition précédente. Au premier tour du DFB-Pokal 2020-2021, en raison de la pandémie de Covid-19, ils doivent affronter le Bayer 04 Leverkusen sur le terrain du club de Bundesliga, et y sont largement défaits.
Au cours de la saison 2020-2021, le Hamburger Pokal est annulée en raison de la pandémie. Selon la réglementation en vigueur, en cas d'annulation, l'équipe la mieux placée dans la plus haute ligue doit être nommée pour le DFB-Pokal. En raison de l'annulation de la saison de Regionalliga Nord, l'Altona 93, l'Eintracht Norderstedt et le FC Teutonia 05 Ottensen (de). L'Altona 93 s'est volontairement retiré, ainsi Norderstedt et Ottensen disputent un match de qualification, que l'Eintracht remporte 1 - 0. Lors du 1er tour du DFB-Pokal 2020-2021, ils sont défaits par le Hanovre 96.

## Stade

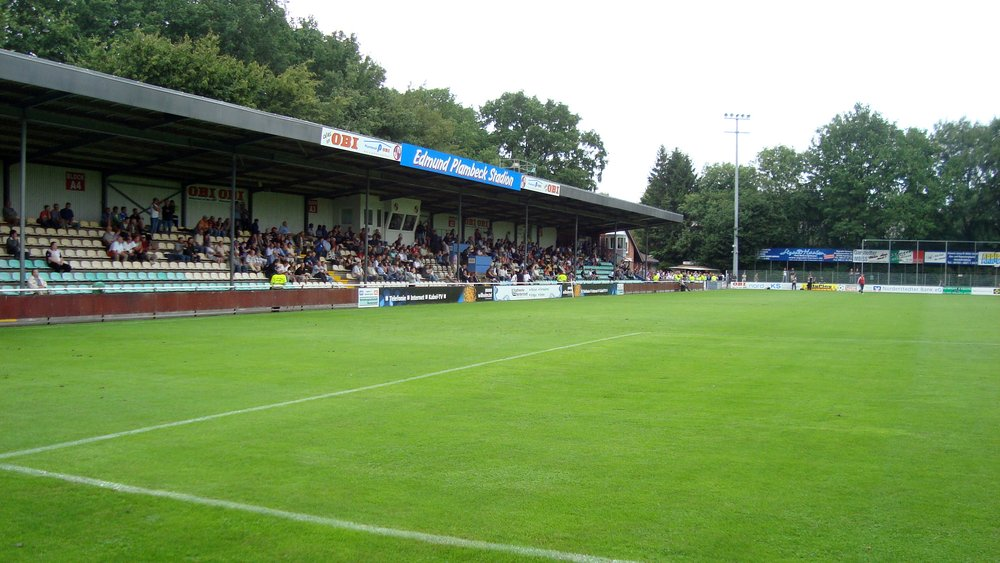
Tribune principale du stade

L'Eintracht Norderstedt évolue à domicile au Edmund-Plambeck-Stadion (en), ouvert en 1975. Le stade, situé dans le quartier de Garstedt de Norderstedt, a aussi vu évoluer la réserve du Hambourg SV de 2008 à 2013. Le stade dispose de 1 800 places assises couvertes, et de 3 300 places debout non couvertes. L'entrée du stade se trouve sur la Oschenzoller Straße, en face du cimetière protestant de Garstedt. Le complexe sportif dispose également de trois terrains en gazon artificiel, où se déroulent les entraînements et les matchs des autres équipes du club. Quand la réserve du Hambourg SV a emménagé dans le stade, celui-ci a été transformé pour convenir à la 4e division. Selon la DFB, le stade aurait pu être utilisé pour la plupart des matchs de 3. Liga à cette époque. La 3e division ayant accru ses exigences, exigeant notamment une capacité minimale de 10 001 spectateurs, ce n'est plus le cas. La réserve du FC St. Pauli évolue également dans le stade depuis 2014.
Le 1er novembre 2005, le stade accueille pour la première fois de son histoire un match international de jeunes. En effet, l'équipe U20 allemande y a défait l'équipe U21 lituanienne sur un score de 3 - 0. D'autres matchs internationaux U20 ont eu lieu dans le stade en 2019 (3 - 4 contre la Pologne) et 2020 (1 - 2 contre le Danemark). Les équipes nationales U17 et U18 ont également joué des matchs à Norderstedt.

## Palmarès
Le plus grand succès du 1. SC Norderstedt a été sa participation aux barrages de promotion en 2. Bundesliga en 1992-1993. Cependant, dans un groupe contenant le TSV 1860 Munich, le Kickers Offenbach et le SSV Ulm 1846, ils ont terminé derniers.
Eintracht Garstedt
- Promotion en 3e division : 1946-1947, 1958-1959
- Promotion en 4e division : 1970-1971
- Plus large victoire : 11 - 1 face au TSV DUWO 08 (de) (Verbandsliga Hammonia, 25 septembre 1960)

1. SC Norderstedt
- Participation aux barrages de promotion en 2. Bundesliga : 1992-1993
- Promotion en 3e division : 1986-1987, 1994-1995
- Promotion en 4e division : 1976-1977, 1983-1984
- Hamburger Pokal : 1994-1995, 1998-1999
  - De ce fait, participation au DFB-Pokal : 1995-1996, 1999-2000
- Plus large victoire : 24 - 0 face au Gehörlosen SV (Hamburger Pokal)

Eintracht Norderstedt
- Promotion en 7e division : 2003-2004
- Promotion en 6e division : 2004-2005
- Promotion en 5e division : 2005-2006
- Promotion en 4e division : 2012-2013
- Hamburger Pokal : 2015-2016, 2016-2017, 2019-2020
  - De ce fait, participation au DFB-Pokal : 2016-2017, 2017-2018, 2020-2021, 2021-2022[n 1]
- Plus large victoire : 21 - 0 face au VfL 93 Hambourg (de) (Hamburger Pokal)